# Peterboroughská katedrála
Peterboroughská katedrála je sídlem peterboroughského anglikánského biskupa a je zasvěcena Svatému Petrovi, Svatému Pavlovi a Svatému Ondřeji, jejichž sochy jsou umístěné na západním průčelí budovy. Byla založena v saském období ale po přestavbě ve 12. století je jejím architektonickým stylem Normanský sloh. Katedrála je známá především svým západním křídlem v raně gotickém slohu, sestávajícím ze tří impozantních oblouků, které nemají v této podobě předchůdce ani následníka.

## Historie
Původní kostel byl založen v době vlády krále Peada okolo roku 650 jako jedno z prvních center křesťanství ve střední Anglii. Klášter, se kterým sousedil tento kostel, byl zřejmě zbořen roku 870 Vikingy. V 10. století bylo založeno benediktýnské opatství, ve kterém byl na základě zbytků původního kostela postaven nový. Hlavním prvkem nového kostela byla malá západní věž, postavená z kamenných kvádrů. Z původní saské budovy se dochovala pouze malá část základů pod jižní křížovou chodbou. I když byl poškozen při střetech mezi Normany a místními obyvateli, zachoval se až do roku 1116.
Stavba nové katedrály v normanském slohu byla zahájena roku 1118. Stavba byla, s výjimkou západního křídla a zdobeného dřevěného stropu, dokončena roku 1193. Strop, dokončený v letech 1230 až 1250, se dochoval do současnosti a je unikátem v rámci Velké Británii a je jedním ze čtyř takových stropů v Evropě. Byl přemalován dvakrát, jednou roku 1745 a podruhé roku 1834, ale styl původní výzdoby byl zachován.
Západní křížová loď a západní křídlo dokončené roku 1237 jsou postaveny v gotickém slohu. S výjimkou změn na oknech, přístavby přístřešku pro podporu volně stojících pilířů arkády a přístavby nové budovy na východní straně na počátku 16. století odpovídá charakter stavby stylu, ve kterém byl postaven před 800 lety. Katedrála byla vysvěcena roku 1238.
Velké západní průčelí je poznávacím znakem Peterboroughské katedrály a nemá vlivem tří mohutných oblouků obdobu v ostatní gotické architektuře. Normanská věž byla rekonstruována v dekorativním gotickém slohu v letech 1350 až 1380 s dvojicí řad románských oken. V letech 1496 až 1508 byla původní střecha presbytáře nahrazena a na východní straně katedrály byla postavena nová pravoúhlá budova.
Po roce 1541 v souvislosti s rušením klášterů za Jindřicha VIII. byly ostatky uschovávané v katedrále zničeny, ale katedrála se zachovala i díky tomu, že Jindřichova předchozí manželka Kateřina Aragonská zde byla roku 1536 pochována a její hrob se dochoval až do současnosti. Roku 1587 zde byla po popravě pochována i Marie Stuartovna, i když její ostatky byly na příkaz jejího syna Jakuba I. později přemístěny do Westminsterského opatství.
V době občanské války byla roku 1643 katedrála poničena parlamentaristickým vojskem. Jak bylo tehdy zvykem, byla rozbita téměř všechna mozaiková okna a lavice. Byl zničen i oltář, křížová chodba a kaple. Všechny sochy a památníky byly poškozeny nebo zničeny. Některé škody byly opraveny v 17. a 18. století. Největší rekonstrukce a oprava interiéru byla zahájena roku 1883.
Večer 22. listopadu 2001 byla katedrála poškozena požárem vzniklým mezi plastovými křesly ve sloupoví severního kůru. Oheň byl brzy spatřen jedním z kostelníků. Došlo k němu v době, kdy byla téměř dokončena obnova malby na dřevěném stropu. Ohnisko požáru se nacházelo poblíž varhan a ty vlivem působení tepla požáru a následně i poškozením vodou při jeho hašení musely být kompletně obnoveny.